# Admiral Čabanenko (rušilec)
Admiral Čabanenko (rusko Адмирал Чабаненко) je raketni rušilec razreda Fregat-M Ruske vojne mornarice. Je del 2. divizije protipodmorniških ladij Severne flote v Severomorsku. Poimenovan je po Andreju Trofimoviču Čabanenku, poveljniku Severne flote med letoma 1952 in 1962. Njegov gredelj je bil položen 28. februarja 1989 v Ladjedelnici Jantar, splavljen je bil 16. junija 1994, v uporabo pa je bil predan 28. januarja 1999. Razvoj projekta 1155 Fregat se je začel v Severnem projektno-konstruktorskem biroju leta 1972 pod vodstvom glavnih konstruktorjev Nikolaja Pavloviča Soboljeva in Vasilija Pavloviča Mišina. Admiral Čabanenko je edina ladja izboljšanega razreda Fregat-M z novim sonarjem Zvezda namesto sonarja Polinom in z osmimi protiladijskimi raketami P-270 Moskit.
Leta 2008 je Admiral Čabanenko kot prva ruska vojna ladja po drugi svetovni vojni zaplul v Panamski prekop. Po zaostritvi rusko-ameriških odnosov zaradi ameriškega pošiljanja vojnih ladij v Črno morje med rusko-gruzijsko vojno je Rusija odgovorila s prvo daljno odpravo Severne flote po koncu hladne vojne in prvo odpravo na območje Latinske Amerike po koncu hladne vojne. 22. septembra 2008 sta Pjotr Veliki in Admiral Čabanenko izplula iz pomorskega oporišča Severomorsk, opravila obiska Aksaz Karagaca, Turčija ter Toulona, Francija, nakar je 25. novembra 2008 Pjotr Veliki prispel v La Guairo, Venezuela, sovpadajoč z obiskom ruskega predsednika Dmitrija Medvedjeva. Med 1.–2. decembrom 2008 je potekala združena mornariška vaja Ruske in Venezuelske vojne mornarice VENRUS-200. Po vajah je Admiral Čabanenko kot prva ruska vojna ladja po drugi svetovni vojni zaplul v Panamski prekop in med 5.–10. decembrom obiskal Panamo, med 10. in 15. decembrom Bluefields, Nikaragva in 19. decembra priplul v Havano, Kuba.
Med letoma 2013 in 2013 je na modernizaciji v 35. ladjedelnici v Murmansku, v okviru katerega bo prejel novo oborožitev, osem celic za izstrelke 3M-54 Kalibr.